# جوافة جبلية
جُوَافَة جبلية (الاسم العلمي: Psidium montanum) هي نوع من النباتات تتبع جنس الجوافة من فصيلة الآسية.